# Haidergarh
Haidergarh là một thị xã và là một nagar panchayat của quận Barabanki thuộc bang Uttar Pradesh, Ấn Độ.

## Nhân khẩu
Theo điều tra dân số năm 2001 của Ấn Độ, Haidergarh có dân số 14.043 người. Phái nam chiếm 53% tổng số dân và phái nữ chiếm 47%. Haidergarh có tỷ lệ 58% biết đọc biết viết, thấp hơn tỷ lệ trung bình toàn quốc là 59,5%: tỷ lệ cho phái nam là 64%, và tỷ lệ cho phái nữ là 51%. Tại Haidergarh, 18% dân số nhỏ hơn 6 tuổi.